# Dariusz Pawłowski
Dariusz Pawłowski (Drezdenko, 25 febbraio 1999) è un calciatore polacco, difensore del Tatran Prešov in prestito dal Radomiak Radom.

## Carriera
Cresciuto nel settore giovanile del Górnik Zabrze, debutta in prima squadra il 14 settembre 2016 in occasione dell'incontro di I Liga vinto 4-2 contro il Kluczbork. Conquistata la promozione in Ekstraklasa al termine della stagione, debutta nella prima divisione polacca il 25 agosto 2017 in occasione del match vinto 4-0 contro il Wisła Płock.

## Statistiche
Statistiche aggiornate al 19 dicembre 2021.

### Presenze e reti nei club
| Stagione        | Squadra          | Campionato      | Campionato | Campionato | Coppe nazionali | Coppe nazionali | Coppe nazionali | Coppe continentali | Coppe continentali | Coppe continentali | Altre coppe | Altre coppe | Altre coppe | Totale | Totale | Totale |
| Stagione        | Squadra          | Comp            | Pres       | Reti       | Comp            | Pres            | Reti            | Comp               | Pres               | Reti               | Comp        | Pres        | Reti        | Pres   | Reti   |        |
| --------------- | ---------------- | --------------- | ---------- | ---------- | --------------- | --------------- | --------------- | ------------------ | ------------------ | ------------------ | ----------- | ----------- | ----------- | ------ | ------ | ------ |
| 2016-2017       | Górnik Zabrze II | 3L              | 10         | 4          |                 | -               | -               |                    | -                  | -                  |             | -           | -           | 10     | 4      |        |
| 2017-2018       | Górnik Zabrze II | 3L              | 11         | 1          |                 | -               | -               |                    | -                  | -                  |             | -           | -           | 11     | 1      |        |
| 2018-feb. 2019  | Górnik Zabrze II | 3L              | 12         | 2          |                 | -               | -               |                    | -                  | -                  |             | -           | -           | 12     | 2      |        |
| 2016-2017       | Górnik Zabrze    | 1L              | 2          | 0          | CP              | 0               | 0               |                    | -                  | -                  |             | -           | -           | 2      | 0      |        |
| 2017-2018       | Górnik Zabrze    | EK              | 4          | 0          | CP              | 2               | 0               |                    | -                  | -                  |             | -           | -           | 6      | 0      |        |
| feb.-giu. 2019  | Nieciecza        | 1L              | 5          | 0          | CP              | 0               | 0               |                    | -                  | -                  |             | -           | -           | 5      | 0      |        |
| 2019-2020       | Górnik Zabrze II | 3L              | 14         | 2          |                 | -               | -               |                    | -                  | -                  |             | -           | -           | 14     | 2      |        |
| 2019-2020       | Górnik Zabrze    | EK              | 4          | 0          | CP              | 0               | 0               |                    | -                  | -                  |             | -           | -           | 4      | 0      |        |
| 2020-2021       | Górnik Zabrze    | EK              | 10         | 0          | CP              | 1               | 0               |                    | -                  | -                  |             | -           | -           | 11     | 0      |        |
| 2021-2022       | Górnik Zabrze    | EK              | 7          | 0          | CP              | 2               | 0               |                    | -                  | -                  |             | -           | -           | 9      | 0      |        |
| Totale carriera | Totale carriera  | Totale carriera | 79         | 9          |                 | 5               | 0               |                    | -                  | -                  |             | -           | -           | 9      |        |        |